# داوانیا
داوانیا (به ایتالیایی: Davagna) یک کومونه در ایتالیا است که در استان جنوا واقع شده‌است.

## خصوصیات
داوانیا ۲۲٫۱ کیلومترمربع مساحت و ۱٬۸۱۷ نفر جمعیت دارد و ۵۱۶ متر بالاتر از سطح دریا واقع شده‌است.